# Alegeri legislative în Bulgaria, 2013
Alegerile parlamentare din Bulgaria din 2013 s-au desfășurat pe data de 12 mai. Un număr de aproximativ 6,87 milioane de bulgari au fost înscriși în listele elctorale pentru a alege cel de al 42-lea parlament al țării. 11.700 secții de votare din țară au fost deschise la ora locală 7.00, iar procesul de votare a durat până la ora 20.00.

## Controverse
În cursul nopții de vineri spre sâmbătă (10 - 11 mai) au fost depistate 350.000 buletine de vot într-o tipografie care avusese contract cu Guvernul pentru imprimarea documentelor, ce au fost confiscate. Tipografia este situată în orașul Kostinbrod, la 14 kilometri de Sofia. Proprietarul companiei, Iordan Boncev, este consilier municipal din cadrul partidului GERB. 

## Rezultate
Comisia Electorală Bulgară a confirmat luni (13 mai) victoria la diferență mică a partidului conservator GERB al fostului premier Boiko Borisov, înlaturat de la putere în aceasta iarnă. 
Potrivit rezultatelor anuntațe după numărarea a 100% din buletinele de vot, partidul GERB are 30.5% din voturi, fiind urmat de Partidul Socialist (PSB) cu 26.6%, pe locul trei s-a clasat Mișcarea pentru Drepturi și Libertăți (MDL, minoritatea musulmană turcă) 11.3% din voturi și partidul naționalist-radical Ataka 7.3%.